# Rick van der Stelt
Rick van der Stelt (Breda, 12 september 1979) is een voormalig Nederlands voetballer die in het seizoen 1998-1999 uitkwam voor VVV-Venlo. Hij was inzetbaar op meerdere posities aan de linkerflank, doch voornamelijk als verdediger.

## Spelersloopbaan
Van der Stelt doorliep de jeugdopleiding van PSV waar hij als een talentvolle speler gold. Hij werd meermaals geselecteerd voor vertegenwoordigende jeugdelftallen en maakte in 1998 de overstap naar Jong PSV. In het seizoen 1998-1999 werd hij door de Eindhovense club verhuurd aan eerstedivisionist VVV. Bij die club maakte de verdediger op 19 december 1998 zijn debuut in het betaald voetbal. Tijdens de thuiswedstrijd tegen RBC Roosendaal viel hij in voor Edwin Linssen. Van der Stelt kwam in dat seizoen niet verder dan drie invalbeurten en keerde na het einde van het seizoen weer terug naar de Lichtstad, waar hij nog een jaar tot de selectie van Jong PSV behoorde.
Hierna vervolgde hij zijn spelersloopbaan bij amateurclubs als VV Baronie en VV Zwaluwe uit zijn woonplaats Lage Zwaluwe.